# Вајлд Роуз (Висконсин)
Вајлд Роуз (енгл. Wild Rose) град је у америчкој савезној држави Висконсин.

## Демографија
По попису из 2010. године број становника је 725, што је 40 (-5,2%) становника мање него 2000. године.
| Група             | 2000.       | 2010.       |
| Белци             | 737 (96,3%) | 678 (93,5%) |
| Афроамериканци    | 6 (0,8%)    | 0 (0,0%)    |
| Азијати           | 2 (0,3%)    | 4 (0,6%)    |
| Хиспаноамериканци | 17 (2,2%)   | 35 (4,8%)   |
| Укупно            | 765         | 725         |